# 1660'erne f.Kr.
Århundreder: 18. århundrede f.Kr. – 17. århundrede f.Kr. – 16. århundrede f.Kr.
Årtier: 1710'erne f.Kr. 1700'erne f.Kr. 1690'erne f.Kr. 1680'erne f.Kr. 1670'erne f.Kr. – 1660'erne f.Kr. – 1650'erne f.Kr. 1640'erne f.Kr. 1630'erne f.Kr. 1620'erne f.Kr. 1610'erne f.Kr.
Årstal: 1669 f.Kr. 1668 f.Kr. 1667 f.Kr. 1666 f.Kr. 1665 f.Kr. 1664 f.Kr. 1663 f.Kr. 1662 f.Kr. 1661 f.Kr. 1660 f.Kr.

## Hændelser
- 1662 f.Kr. 22. maj — Saros måneformørkelse 33 påbegyndes[1].

## Dødsfald
- 1664 f.Kr. — Arpaksjad, søn af Ham søn af Noa, ifølge Den jødiske kalender